# جون هاموند (موسيقي)
جون هاموند (بالإنجليزية: John H. Hammond)‏ هو موسيقي ومنتج أسطوانات وملحن أمريكي، ولد في 15 ديسمبر 1910 في نيويورك في الولايات المتحدة، وتوفي بنفس المكان في 10 يوليو 1987 بسبب سكتة.

## وصلات خارجية
- جون هاموند على موقع IMDb (الإنجليزية)
- جون هاموند على موقع الموسوعة البريطانية (الإنجليزية)
- جون هاموند على موقع ميوزك برينز (الإنجليزية)
- جون هاموند على موقع أول ميوزيك (الإنجليزية)
- جون هاموند على موقع ديسكوغز (الإنجليزية)